# Hoogste versnelling
Hoogste versnelling is een lied van de Nederlandse zanger Nielson. Het werd in 2016 als single uitgebracht en stond in hetzelfde jaar als zevende track op het album Weet je wat het is.

## Achtergrond
Hoogste versnelling is geschreven door Niels Littooij, Lodewijk Martens, Matthijs de Ronden en Don Zwaaneveld en geproduceerd door Martens. Het is een lied uit het genre nederpop. In het lied zingt de artiest over geloven in jezelf. De zanger maakte het nummer om de Nederlandse deelnemers aan de Olympische Zomerspelen van 2016 aan te moedigen. Het lied werd later door NOC*NSF benoemd tot "motivatielied" voor de Spelen. Het nummer werd uitgebracht op de Olympische Dag.
Nielson vertelde dat hij het idee voor het lied twee jaar eerder bij de Olympische Winterspelen in 2014 had gekregen. Hij zag de energie en het enthousiasme van de sporters en wilde dit gevoel in een nummer vastleggen. Hij zei dat de sporters hem lieten zien dat als je iets wilt, je er zelf verantwoordelijk voor bent en er zelf voor moet gaan. 

## Hitnoteringen
De zanger had weinig succes met het lied in Nederland. Er was geen notering in de Single Top 100 en ook de Top 40 werd niet bereikt. Bij laatstgenoemde was er wel de zesde plaats in de Tipparade. 